# Philodromus pelagonus
Philodromus pelagonus este o specie de păianjeni din genul Philodromus, familia Philodromidae, descrisă de Silhavy, 1944. Conform Catalogue of Life specia Philodromus pelagonus nu are subspecii cunoscute.